# Антоний (Михалев)
Митрополи́т Анто́ний (в миру Живко Киров Михалев; 17 января 1978, Стара-Загора) — епископ Болгарской православной церкви, митрополит Западно- и Среднеевропейский.

## Биография
Окончил основное образование в родном городе. В 1993 году поступил в Пловдивскую духовную семинарию святых Кирилла и Мефодия, которую окончил в 1998 году с отличием и поступил на богословский факультет Софийского университета.
Во время обучения являся штатным певчим в столичном храме Успения Пресвятой Богородицы в квартале Малашевци.
Весной 2002 года поступил послушником в Клисурский монастырь Святых Кирилла и Мефодия в Выршеце и 5 августа того же года принял монашеский постриг с именем Антоний под духовным наставничеством архимандрита Сиония (Радева), ректора на Софийской духовной семинария.
20 октября 2002 года митрополит Видинский Дометиан рукоположил его во иеродиакона, а 17 января 2003 года — во иеромонаха
В 2003 году по решению Священного Синода Болгарской Православной Церкви был назначен заместителем ректора и преподавателем и ефимерием в Пловдивскую духовную семинарию.
21 ноября 2006 года митрополитом Русенским Неофитом (Димитровым) был возведён в сан архимандрита.
По прошению митрополита Пловдивского Николая (Севастиянова) от 1 мая 2007 года Священный Синод назначил архимандрита Антония протосингелом Пловдивской епархии.
20 марта 2008 года Решением Священного Синода по предложению митрополита Пловдивского Николая избран викарием Пловдивской епархии с титулом епископа Константийского для служения в городе Смолян.
23 марта 2008 года в Пловдивском храме святой Марины был рукоположён во епископа Константийского с назначением викарием Пловдивской епархии с пребыванием в Смоляне. Хиротонию совершили: митрополит Сливенский Иоанникий (Неделчев), митрополит Врачанский Каллиник (Александров), митрополит Видинский Дометиан (Топузлиев), митрополит Варненский и Великопреславский Кирилл (Ковачев), митрополит Великотырновский Григорий (Стефанов), митрополит Русенский Неофит (Димитров), митрополит Плевенский Игнатий (Димов), митрополит Старозагорский Галактион (Табаков), митрополит Ловчанский Гавриил (Динев), митрополит Пловдивский Николай (Севастиянов).
Там развивал активную культурно-просветительную деятельность, создал Молодёжный православный центр «Чисти сърца».
В июне 2010 года назначен викарием митрополита Западно- и Среднеевропейского Симеона.
20 октября 2013 года на собрании епархиальных избирателей в Берлине был избран одним из двух кандидатов на вдовствующую Западно- Среднеевропейскую митрополию. Вторым кандидатом был епископ Месемврийский Иаков (Тасев).
27 октября 2013 года Священным синодом 10 голосами из 10 был избран митрополитом Западно- и Среднеевропейским.
28 сентября 2016 года назначен временным управляющим Старозагорской епархии вместо митрополита Галактиона (Табакова), уволенного на покой по состоянию здоровья. В тот же день рано утром уехал в Старую Загору, чтобы принять епархиальные дела. Он встретится с частью клира епархии, с мэром города и губернатором.